# Mstyslav Chernov
Mstyslav Andriyovych Chernov (em ucraniano:  Мстислав Андрійович Чернов; Carcóvia, 1985) é um cinegrafista, fotógrafo, fotojornalista, cineasta, correspondente de guerra e romancista ucraniano conhecido por sua cobertura da Revolução da Dignidade, Guerra em Donbass, queda do voo MH17, Guerra Civil Síria, Batalha de Mosul no Iraque e a invasão russa da Ucrânia em 2022, incluindo o Cerco de Mariupol.
Por seu trabalho no Cerco de Mariupol recebeu o Prêmio Pulitzer de Serviço Público, Prêmio Deutsche Welle de Liberdade de Expressão, o Knight International Journalism Awards, Prêmio Bayeux Calvados-Normandy, Prêmio Elijah Parish Lovejoy, Free Media Awards, Prêmio CJFE Internacional de Liberdade de Imprensa, Prêmios de Jornalismo de Televisão da Royal Television Society. Materiais de vídeo de Mariupol se tornaram a base do filme 20 dniv u Mariupoli, que foi incluído na programação competitiva do Festival de Cinema de Sundance em 2023. O filme ganhou o Prêmio do Público na categoria Documentário de Cinema Mundial. Em 2023, ele compartilhou o Prêmio Pulitzer de Serviço Público com Evgeniy Maloletka, Vasilisa Stepanenko e Lori Hinnant. Ele ganhou e foi finalista do Prêmio Livingston, Prêmio Rory Peck, Prêmio Repórteres sem Fronteiras de Liberdade de Imprensa, e vários prêmios da Royal Television Society.
Recebeu o Oscar 2024 de melhor documentário Vinte dias em Mariupol
Recebeu o Prêmio Bafta de Cinema de 2024 pelo melhor documentário Vinte dias em Mariupol.
Chernov é jornalista da The Associated Press e presidente da Associação Ucraniana de Fotógrafos Profissionais (UAPF). Ele é membro do "PEN ucraniano" desde julho de 2022.